# Reflejo aquíleo
El reflejo aquíleo, también conocido como reflejo de tobillo, es un reflejo que se produce cuando se golpea el tendón de Aquiles mientras el tobillo está en dorsiflexión. 
Es un tipo de reflejo de estiramiento que pone a prueba la función del músculo gastrocnemio (popularmente gemelos) y el nervio que lo inerva.
Un resultado positivo sería el movimiento brusco del pie hacia su superficie plantar. Al ser un reflejo tendinoso profundo, es monosináptico. También es un reflejo de estiramiento. Estos son reflejos segmentarios espinales monosinápticos. Cuando están intactos, se confirma la integridad de lo siguiente: inervación cutánea, inervación motora y entrada cortical al segmento espinal correspondiente.

## Mecanismo
Este reflejo ocurre cuanto se golpea el tendón de Aquiles, cuando el tobillo esta en una ligera dorsiflexión. Esto produce una señal que viaja de regreso a la médula espinal y hace sinapsis en el nivel L5 y S1 en la médula espinal. Dentro de la médula, el estímulo activa las neuronas motoras que forman parte del arco reflejo. Este impulso sale a de la medula espinal hacia el músculo gastrocnemio generando la contracción.

## Procedimiento
El tobillo del paciente tienen que estar relajado. Es útil apoyar la parte anterior del pie, un poco, para poner algo de tensión en el tendón de Aquiles, y se tiene que evitar que el tobillo esté en dorsiflexión completa. Se aplica un pequeño golpe al tendón de Aquiles con un martillo de goma para provocar la respuesta. Si el médico no puede obtener una respuesta, se puede intentar una maniobra de Jendrassik haciendo que el paciente coloque los dedos de cada mano e intente separar las manos.

## Importancia clínica
Una respuesta positiva se caracteriza por una enérgica flexión plantar del pie. La respuesta también se clasifica en Grado 0-4 según el sistema de clasificación de reflejos.
Una respuesta negativa puede ser en la forma de ausencia del reflejo o presencia de clono.

### Ausencia de reflejo aquíleo
El reflejo aquíleo comprueba si las raíces nerviosas S1 y S2 están intactas y podría ser indicativo de una patología del nervio ciático. Clásicamente se retrasa en el hipotiroidismo. Este reflejo suele estar ausente en las hernias discales en el nivel L5 - S1. Una reducción del reflejo aquiescente también puede ser indicativa de neuropatía periférica .

#### Causas comunes
- Síndrome de hernia de disco lumbar
- Estenosis raquídea lumbar
- Desórdenes endocrinos
  - Hipotiroidismo
- Neuropatía ciática
- Trastorno del plexo lumbosacro
- Esclerosis lateral amiotrófica
- Síndrome de cauda equina
- Radiculopatía lumbar
- Síndrome de Holmes-Adie
- Enfermedad idiopática
- Trauma
  - Conmoción cerebral, trauma en la médula espinal
- Hipotermia
- Enfermedades infecciosas
  - Tabes dorsal
  - Poliomielitis aguda
  - Infección del disco lumbar/Infección piogénica
  - Aracnoiditis lumbosacra
- Trastornos neoplásicos
  - Primario
  - Secundario
- Enfermedades alérgicas, colágeno, autoinmunes
- Neuropatía diabética

#### Causas más raras
- Abetalipoproteinemia
- Anomalías electrolíticas
  - Hipopotasemia
- Trastornos carenciales
  - Deficiencia de vitamina E
- Trastornos congénitos del desarrollo
  - Espina bífida
- Desórdenes genéticos
  - Parálisis periódica hipopotasémica
  - Enfermedad de Charcot-Marie-Diente
  - Atrofia muscular en la columna
  - Ataxia de Friedreich
- Drogas
  - Tubocurarina
  - Exceso/megadosis de piridoxina
  - Alcoholismo crónico [5]

### Clono de tobillo
La hiperreflexia del tobillo de grado 4 se llama clono del tobillo. Hay dorsiflexión repetitiva del tobillo y flexión plantar sobre la dorsiflexión pasiva del pie por parte del examinador hasta que se retira la fuerza aplicada por el examinador.

#### Causas
Cualquier lesión de la médula espinal, ya sea traumática, neoplásica, piógena o vascular por encima del nivel de S1, puede causar clono. Esto se debe a la espasticidad causada por el tipo de lesión de neurona motora superior que causa hiperreflexia y clono. Algunas otras causas de clono son
- Meningitis
- Tétanos
- Enfermedad de Creutzfeldt-Jakob
- Parálisis cerebral
- Esclerosis múltiple
- Siringomielia
- Pre-eclampsia